# Oxycodone/aspirin
Oxycodone/aspirin (tên thương mại Percodan) là một loại thuốc kết hợp được bán bởi Endo Dược phẩm. Nó là một viên thuốc chứa hỗn hợp gồm 325 mg (5 hạt) aspirin và 4.8355   mg oxycodone HCl (tương đương 4,3346 mg oxycodone là cơ sở tự do); nó là một sự kết hợp opioid/không opioid được sử dụng để điều trị đau vừa đến nặng vừa. Sự an toàn của sự kết hợp trong khi mang thai chưa được thiết lập, mặc dù aspirin thường chống chỉ định trong thai kỳ, và thuốc đã được đặt trong thai kỳ loại D. Thành phần không hoạt động bao gồm D & C Yellow 10, FD & C Yellow 6, cellulose vi tinh thể và tinh bột ngô. Percodan lần đầu tiên được đưa ra thị trường bởi DuPont Dược phẩm và được quy định tại Hoa Kỳ vào năm 1950. Sau khi được sử dụng rộng rãi, thuốc này được thay thế bằng các hợp chất oxycodone thay thế có chứa paracetamol (acetaminophen) thay vì aspirin, như Percocet.

## Dược lý
Các oxycodone thành phần trong sự kết hợp về mặt kỹ thuật là 14-hydroxy-7,8-dihydrocodein-6-one, một màu trắng không mùi, tinh bột được tổng hợp từ thuốc phiện alkaloid thebaine. Thebaine tự nó không có giá trị trị liệu. Oxycodone được chuyển hóa thành oxymorphone. Không giống như morphin và giống như codein, oxycodone có hiệu lực đường uống tốt. Trước khi giới thiệu paracetamol, Percodan là thuốc chủ yếu trong điều trị đau miệng sau phẫu thuật do hiệu lực và thời gian bán hủy dài của oxycodone. Ban đầu nó chứa một lượng nhỏ caffeine.
Liều thông thường là một viên mỗi sáu giờ khi cần thiết để giảm đau. Liều tối đa hàng ngày không được vượt quá 12 viên.

## Cải cách
Percodan được cải tổ vào năm 2005; trước năm 2005, nó chứa hai muối oxycodone   mg oxycodone hydrochloride và 0,38   mg oxycodone terephthalate. Vì muối sau không bình thường trong dược điển, nhà sản xuất đã tăng lượng oxycodone hydrochloride lên 4.8355 mg và ngưng sử dụng oxycodone terephthalate.

## Linh tinh
Oxycodone/aspirin kết hợp cũng được bán dưới tên thương hiệu Endodan. Tất cả các sản phẩm có chứa oxycodone (bao gồm Percodan, Percocet, OxyContin) đều có khả năng hình thành thói quen. Oxycodone có thể tạo ra sự phụ thuộc thuốc của loại morphin và do đó, có khả năng gây nghiện.